# بخش نوو د ژولیو (چاکو)
بخش نوو د ژولیو (به اسپانیایی: Departamento Nueve de Julio) یک منطقهٔ مسکونی در آرژانتین است که در استان چاکو واقع شده‌است. بخش نوو د ژولیو ۲٬۰۹۷ کیلومتر مربع مساحت و ۲۶٬۹۵۵ نفر جمعیت دارد.